# Liste der Baudenkmale in Pilsum
Die Liste der Baudenkmale in Pilsum enthält die nach dem Niedersächsischen Denkmalschutzgesetz geschützten Baudenkmale in dem ostfriesischen Ort Pilsum, der zu der Gemeinde Krummhörn gehört. Die Quelle der Baudenkmale ist der Denkmalatlas Niedersachsen. Der Stand der Liste ist der 24. März 2024.

## Allgemein
In den Spalten befinden sich folgende Informationen:
- Lage: die Adresse des Baudenkmales und die geographischen Koordinaten. Kartenansicht, um Koordinaten zu setzen. In der Kartenansicht sind Baudenkmale ohne Koordinaten mit einem roten Marker dargestellt und können in der Karte gesetzt werden. Baudenkmale ohne Bild sind mit einem blauen Marker gekennzeichnet, Baudenkmale mit Bild mit einem grünen Marker.
- Bezeichnung: Bezeichnung des Baudenkmales
- Beschreibung: die Beschreibung des Baudenkmales. Unter § 3 Abs. 2 NDSchG werden Einzeldenkmale und unter § 3 Abs. 3 NDSchG Gruppen baulicher Anlagen und deren Bestandteile ausgewiesen.
- ID: die Objekt-ID des Baudenkmales
- Bild: ein Bild des Baudenkmales, ggf. zusätzlich mit einem Link zu weiteren Fotos des Baudenkmals im Medienarchiv Wikimedia Commons. Wenn man auf das Kamerasymbol klickt, können Fotos zu Baudenkmalen aus dieser Liste hochgeladen werden:

| Lage                                               | Bezeichnung                              | Beschreibung | ID       | Bild           |
| -------------------------------------------------- | ---------------------------------------- | --- | -------- | -------------- |
| An der alten Brauerei 2 53° 28′ 59″ N, 7° 3′ 50″ O | "Alte Brauerei" (Steinhaus)              | Ehemaliges Brauhaus mit Brunnen im Haus und zeitgleicher Gulfscheune. Verbindungstyp zwischen Steinhaus und Gulfhaus. | 34666488 |                |
| An der alten Brauerei 2 53° 28′ 59″ N, 7° 3′ 49″ O | "Alte Brauerei" (Anbauten)               | Zweigeschossiger Anbau an Südseite 1. Hälfte 19. Jh., Anbau an Nordseite um 1900 errichtet. | 34666488 | BW             |
| Börgtuun 2 53° 28′ 57″ N, 7° 3′ 42″ O              | Arbeiterwohnhaus                         | 1. Hälfte 19. Jh. | 34666868 | BW             |
| Diekstickerweg 2 53° 29′ 2″ N, 7° 3′ 44″ O         | Gulfhaus                                 | Gulfhaus mit zweigeschossigem Wohnteil und Gulfscheune. 1855 (Wohnteil) um 1900 (Scheune). | 34666671 | BW             |
| Diekstickerweg 4 53° 29′ 3″ N, 7° 3′ 47″ O         | Wohn-/ Wirtschaftsgebäude                | | 34666382 |                |
| Karkstraat 2 53° 29′ 0″ N, 7° 3′ 42″ O             | Gulfhaus (Hof Itzenga)                   | Frühes 18. Jh. (Kerngerüst). Verlängert um 1900, Wohnteil von 1911 | 34666573 | BW             |
| Karkstraat 2 53° 28′ 59″ N, 7° 3′ 42″ O            | Gulfhaus (Hof Itzenga) (Garten)          | | 34666924 | BW             |
| Karkstraat 2 53° 28′ 59″ N, 7° 3′ 44″ O            | Gulfhaus (Hof Itzenga) (Einfriedung)     | | 34667004 | BW             |
| Landesschutzdeich 53° 29′ 52″ N, 7° 2′ 46″ O       | Pilsumer Leuchtturm                      | | 34661935 |                |
| Loogstraat 53° 28′ 57″ N, 7° 3′ 46″ O              | Kriegerdenkmal                           | Innerhalb einer kleinen Grünanlage aus Mauerwerk errichtet. Eingelassene Namenstafeln der Gefallenen des Ersten Weltkrieges. | 34666408 | BW             |
| Loogstraat 39 53° 29′ 1″ N, 7° 3′ 53″ O            | Gulfhaus Iderhoff                        | Breitgelagerter, einzoniger, eingeschossiger Wohnteil und Gulfgerüst aus gleicher Zeit; in 2. Hälfte 19. Jh. verändert. 2. Hälfte 17. Jh. | 34666700 | BW             |
| Loogstraat 43 53° 29′ 3″ N, 7° 3′ 55″ O            | Gulfhaus                                 | Eingeschossiger Wohnteil und Gulfgerüst aus gleicher Zeit. Scheune vor 1900 verlängert. Wohnhaus überformt. 1. Hälfte 18. Jh. | 34666723 | BW             |
| Pilsumer Katrepel 4 53° 28′ 56″ N, 7° 3′ 41″ O     | Wohn-/ Wirtschaftsgebäude                | | 34666819 | BW             |
| Pilsumer Katrepel 6 53° 28′ 57″ N, 7° 3′ 41″ O     | Wohn-/ Wirtschaftsgebäude                | | 34666621 | BW             |
| Pilsumer Katrepel 8 53° 28′ 57″ N, 7° 3′ 42″ O     | Wohn-/ Wirtschaftsgebäude                | | 34666843 | BW             |
| Postlohne 2 53° 29′ 5″ N, 7° 3′ 49″ O              | Gulfhaus (Hof Clüver)                    | Gut erhaltenes Gulfhaus mit zweigeschossigem renovierten Wohnteil. Giebel in Dreiecksmauerung. Um 1800. | 34666516 |                |
| Postlohne 2 53° 29′ 4″ N, 7° 3′ 49″ O              | Gulfhaus (Hof Clüver) Allee              | | 34666946 | BW             |
| Zur Kreuzkirche 53° 28′ 59″ N, 7° 3′ 46″ O         | St.Stephanus (Kreuzkirche)               | Auf Wurt gelegene spätromanische Kirche, kreuzförmiger Backsteinbau mit zweigeschossigem Langhaus mit Satteldach, mächtiger Vierungsturm, ursprünglich als Warte und Seezeichen genutzt, ehemals mit Rhombendach und vier Ecktürmen, Rundbogenblenden und -fenster, Südgiebel des Querschiffes mit Rautenmuster, in drei Bauabschnitten errichtet: Langhaus um 1240, Chor und Querhaus aus dem 3. Viertel des 13. Jh., Vierungsturm kurz vor 1300. Im Inneren Vierungspfeiler mit Sandsteinbasen mit Eckblättern, kleeblattförmige Ausbuchtung der Hauptapsis, Malerei des frühen 14. Jh. an Rippen und in Hauptapsis fragmentarisch erhalten. Weitere figürliche Malerei der Spätgotik sowie Reste der Ausstattung, u.a. Lettner-Fragmente, Bronzetaufbecken von Hinrich Klinghe von 1469, Kanzel von Meister P.G. Husmann von 1704 und Orgel von Valentin Ulrich Grotian von 1694 auf der Westempore. | 34666431 | Weitere Bilder |
| Zur Kreuzkirche 53° 28′ 59″ N, 7° 3′ 48″ O         | St.Stephanus (Kreuzkirche) (Glockenturm) | Zweigeschossiger Backsteinbau auf quadratischem Grundriss unter Zeltdach. | 34666463 |                |
| Zur Kreuzkirche 53° 28′ 58″ N, 7° 3′ 46″ O         | St.Stephanus (Kreuzkirche) (Friedhof)    | | 34667026 | BW             |
| Zur Kreuzkirche 53° 28′ 58″ N, 7° 3′ 46″ O         | St.Stephanus (Kreuzkirche) (Einfriedung) | | 34667057 | BW             |
| Zur Kreuzkirche 53° 28′ 59″ N, 7° 3′ 45″ O         | St.Stephanus (Kreuzkirche) (Kirchwurt)   | | 34666893 | BW             |
| Zur Kreuzkirche 1 53° 29′ 0″ N, 7° 3′ 43″ O        | St.Stephanus (Kreuzkirche) (Pfarrhaus)   | | 34666645 | BW             |